# Syllepte hirsuta
Syllepte hirsuta là một loài bướm đêm trong họ Crambidae.